# Voulez-vous un bébé Nobel ?
Pour plus de détails, voir Fiche technique et Distribution.
Voulez-vous un bébé Nobel ? est une  comédie française, réalisé par Robert Pouret, sortie en 1980.

## Synopsis
Le professeur Joseph Menzano vient de mettre au point une formule permettant l'insémination artificielle de la femme. Le professeur Landowski, prix Nobel de physique, accepte de servir de donneur. Neuf mois plus tard, le bébé parle déjà, quelques instants après l'accouchement. Informé de la nouvelle par un débat télévisé, un certain Victor Delacroix propose au professeur Menzano de commercialiser la semence des hommes d'élite, mettant en avant le désir qu'il doit avoir d'aider financièrement la recherche scientifique. Menzano refuse tout d'abord, puis accepte. Avec l'aide de Jean-Philippe Hiagaud, marchand de farces et attrapes, et utilisant des capitaux arabes, il fonde une énorme société, après s'être assuré la participation d'académiciens, et de sommités en tout genre. L'Institut Fécondor naît et connaît un tel succès que Delacroix et Hiagaud doivent bientôt faire face à de fréquentes ruptures de stock. Du recrutement de champions sportifs au porte-à-porte, on en arrive très vite aux enlèvements et aux prélèvements de force. Pendant ce temps, le professeur tente de mettre au point une formule permettant d'inséminer des guenons avec du sperme humain, ce qui pourrait permettre la naissance d'êtres susceptibles d'effectuer les travaux ne nécessitant pas un Q.I. très élevé. Mais les journaux parlent bientôt de « Gang du sperme », l'entreprise est en danger, d'autant que la recherche scientifique n'a toujours bénéficié d'aucun subside. Un général, estimant qu'on est en train de prendre à la France ce qu'elle a de meilleur, monte une opération de commando dans le but de dynamiter les immenses réservoirs de sperme. Une des guenons du professeur déclenche l'explosion. Menzano et Delacroix partent en compagnie d'une guenon et d'un bébé-nobel rejeté par « ses parents », des projets plein la tête.

## Fiche technique
- Titre : Voulez-vous un bébé Nobel ?
- Réalisation : Robert Pouret
- Scénario, adaptation et dialogues : Richard Balducci, d'après une idée originale de Jean Lefevre et Christian Ardan. Robert Pouret et Jean-Claude Massoulier
- Production : Christian et Philippe Ardan (Belles Rives)
- Directeur de production : Jean Lefevre
- Directeur photo : Guy Durban
- Montage : Ariane Boeglin
- Musique : Jean-Pierre Pouret
- Son : Gérard Barra
- Assistant réalisateur : Brice Auboyneau
- Pays de production :  France
- Genre : Comédie
- Durée : 90 minutes
- Date de sortie : 19 novembre 1980

## Distribution
- Jean-Pierre Marielle : Victor Delacroix
- Darry Cowl : Professeur Joseph Menzano
- Daniel Prévost : Jean-Philippe Hiagault
- Jean Rougerie : Professeur Landowsky
- Patricia Lesieur : Madeleine Menzano
- Dany Saval : Mère blonde insatisfaite
- Marco Perrin : Le général
- Jean-Pierre Bernard : Le financier arabe
- Marion Game : Présentatrice
- Alain Jérôme : lui-même, aux Dossiers de l'écran
- Geneviève Grad : Marie-Dominique
- Jean-Claude Massoulier : Jean-Louis Miquet
- Pierre Frag : Coquerel
- Franck-Olivier Bonnet : Gousseaud
- Jacqueline Doyen : Madame Paul
- Max Desrau : Lenoir
- Louis Navarre : Le donneur
- Yves Pignot : Le bourgeois
- Jean Reno : Bernier
- Fanny Bastien : Suzanne, la secrétaire Hiagault (Fanny Meunier)
- Mandy May : Marie-Thérèse
- Jacques Couderc : Usher
- Michèle Grignon : Martine
- Christian Chauvaud : Le champion cycliste
- Madeleine Cheminat : La mère de Delacroix
- Bernard Valdeneige : Gilbert
- Alix de Konopka
- Muriel Montossé
- Rebecca Potok
- Tina Sportolaro